# Рента, Оскар де ла
Оскар де ла Ре́нта (англ. Oscar de la Renta), наст. имя Оскар-Аристид Рента-Фиальо (исп. Oscar Aristides Renta Fiallo; 22 июля 1932, Санто-Доминго, Доминиканская Республика — 20 октября 2014, Кент, Коннектикут) — американский модельер доминиканского происхождения, основатель компании Oscar de la Renta. Начиная с Жаклин Кеннеди, одевал всех первых леди США — Нэнси Рейган, Лору Буш и Хиллари Клинтон. Дважды был президентом Американского совета модельеров, в 1993—2002 годах создавал коллекции для дома «Пьер Бальмен», стал первым американцем, возглавившим парижский дом высокой моды.

## Карьера
Оскар де ла Рента был старшим из семи детей в семье. Его отец, пуэрториканец Оскар Рента, владел страховой компанией, мать, Мария Фиальо, происходила из испанского рода, переселившегося в конце XVII века в Доминикану с Канарских островов. Его прапрадед с отцовской стороны, Хосе де ла Рента, на протяжении многих лет был мэром Понсе, дядя с материнской стороны, Фабио Фиальо, был дипломатом и писателем.
В 18 лет Оскар потерял мать. В 1951 году, в возрасте 19 лет, он поехал в Испанию, где учился в Мадридской академии искусств. Подрабатывал, рисуя модели женской одежды для газет и местных ателье. В 1956 году жена американского посла Франческа Лодж, увидев его рисунки, заказала ему дизайн выпускного платья для своей дочери. Фотография Беатрис в этом бальном платье появилась на обложке журнала «Life», после чего Оскар увлёкся модой. Он стал рисовать для ведущих испанских домов моды и вскоре был принят в качестве рисовальщика на работу к Кристобалю Баленсиаге, которого впоследствии рассматривал как своего учителя. В 1961 году Рента переехал в Париж, где стал ассистентом испанского модельера Антонио Кастилло, работавшего для дома моды «Ланвен».
В 1963 году, желая заниматься «прет-а-порте», как более выгодному делу, следуя совету Дианы Вриланд, переехал в Нью-Йорк, где стал работать в качестве модельера для модной империи Элизабет Арден. Через два года, в 1965 году, перешёл к Джейн Дерби, ведущему модельеру готовой женской одежды в США. В том же году в Нью-Йорке состоялся первый показ его коллекции. После смерти Джейн Дерби в августе того же года, начал выпускать одежду под маркой «Оскар де ла Рента для Джейн Дерби». Начиная с 1966 года ставил только своё имя.
В 1969 году Оскар де ла Рента получил гражданство США. В 1974 году к нему перешёл полный контроль над домом моды Дерби, который отныне стал работать под его именем. В 1977 году представил свой первый аромат. В том же году был членом жюри конкурса «Мисс Вселенная». 
Дважды, в 1973—1976 и 1986—1988 годах, был президентом Американского совета модельеров.
В 1992 году был приглашён создавать коллекции для дома моды «Пьер Бальман», став первым американцем, возглавившим парижский дом высокой моды. Работал для этого дома до 2002 года.
В 1997 году вместе с Хулио Иглесиасом стал совладельцем компании Grupo Puntacana, основанной в 1969 году Фрэнком Рейньери и Теодором Хилом, владеющей туристическим комплексом Puntacana Resort and Club и занимающейся комплексным развитием Пунта-Каны (Доминиканская Республика). В 2003 году оформил там ресторан, 13 вилл отеля Tortuga Bay и собственный бутик площадью 1000 м².
В 2001 году его собственная компания начала производить украшения, обувь и сумки и прочие аксессуары, в 2005 году открыл магазин на Мэдисон-Авеню, в 2006 году начал создавать коллекции подвенечных платьев. В 2008 году компания вышла на международный уровень, открыв магазины в Афинах, Мадриде, а в следующем году — в Дубае. В 2012 году запустил производство детской одежды и товаров для дома.
Оскар де ла Рента ввёл в обиход такое понятие, как жертва моды. В США существовала крылатая фраза: «на „Оскара“ оденемся от Оскара».

### Личная жизнь
Дважды был женат. В 1967 году женился на редакторе и модном критике Франсуаз де Ланглад. В 1989 году, через шесть лет после её смерти, женился на меценатке Аннет Рид. С обеими из них де ла Рента познакомился на приёмах герцога Виндзорского и Уоллис Симпсон, герцогини Виндзорской.

### Благотворительность
В 1982 году Оскар де ла Рента способствовал строительству школы и детского центра в Доминиканской Республике, рассчитанного на 1500 детей. Он был членом попечительского совета Метрополитен-Оперы и Карнеги-Холла, участвовал в работе таких благотворительных организаций, как New Yorkers for Children и Americas Society. Начиная с 2004 года был председателем Испанского института королевы Софии.

### Болезнь
В 2006 году пресс-служба дома моды Oscar de la Renta сообщила о том, что у модельера был диагностирован рак. В 2013 году было объявлено об успешном окончании лечения и окончательном выздоровлении основателя компании.
Оскар де ла Рента скончался 20 октября 2014 года, в возрасте 82 лет. На тот момент он являлся старейшим действующим модельером США. Одной из последних его работ стало свадебное платье Амаль Аламуддин, невесты актёра Джорджа Клуни. Незадолго до своей смерти де ла Рента объявил о передаче художественного руководства своим домом модельеру Питеру Коппингу, который ранее возглавлял марку Nina Ricci.

## Признание и награды
- 1967 — премия Коти[англ.] за коллекцию Road of Spices
- 1968 — премия Нейман-Маркуса[англ.] и премия Коти («Возвращение»)
- 1971 — премия Коти («Зал славы, упоминание»)
- 1973 — премия Коти («Зал славы»)
- 1989 — премия Джофри Бина[англ.] за пожизненные заслуги (вручена на церемонии вручения премий CFDA в феврале 1990 года)
- 1996 — премия за пожизненные заслуги Фонда испанского наследия[англ.]
- 1999 — командор ордена Почётного легиона
- 1999 — Золотая медаль за заслуги в области искусств[англ.] (награду получил в 2000 году из рук короля Испании Хуана Карлоса I)
- 2000 — «Дизайнер года» (премия CFDA), за коллекцию женской одежды
- 2006 — премия за пожизненные заслуги, 58-е ежегодный показ моды школы Парсонса[англ.]
- 2007 — «Дизайнер года» (премия CFDA), за коллекцию женской одежды (совместно с[уточнить])
- 2009 — премия Superstar Award за вклад в развитие американской модной индустрии, Fashion Group International
- 2013 — премия Элинор Ламберт (премия CFDA), награду вручила Хиллари Клинтон
- 2014 — медаль Карнеги-Холл

Оскар де ла Рента также великий офицер ордена Христофора Колумба и обладатель высшей награды Доминиканской Республики — ордена За заслуги Санчеса, Дуарте и Меллы.
В 2000 году модельер возглавил традиционный нью-йоркский парад в День пуэрториканца, пройдя по Пятой авеню в качестве «национального маршала».